# Nyenyecek

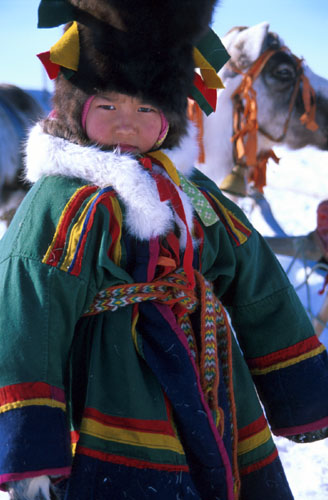
Nyenyec gyermek

A nyenyecek a szamojéd népcsoport legnagyobb létszámú és legnagyobb területen elhelyezkedő népe. Oroszország északi területein, Észak-Európa és Nyugat-Szibéria északi felében laknak az Északi-Dvina torkolatától a Jenyiszej torkolatáig. 
Legnagyobb létszámban Jamali Nyenyecföldön élnek (Szalehard központtal). Ennél kisebb létszámban Nyenyecföldön (központja Narjan-Mar). Legkisebb létszámban pedig a Tajmiri Dolgan–Nyenyec járásban (2006. december 31-éig: Tajmiri (Dolgan-Nyenyec) Autonóm Körzetben) találhatóak meg (központja Dugyinka).

## Lélekszámuk
Az autonóm területeken a lakosság többsége orosz és ukrán, de a nyenyecek száma is jelentős.
Lélekszámukat tekintve a többi szamojéd néphez képest mindig jelentősebb népcsoportot alkottak. A 17. században számuk mintegy 7500-ra, a 20. század elején pedig már 17 560-ra volt tehető.
Az 1989-es népszámláláskor 34 665-en vallották magukat nyenyecnek, közülük 77,1% beszélte a nyenyec nyelvet anyanyelvként. 2010-ben  44 640 nyenyecet írtak össze.
A nyenyecek száma Oroszország közigazgatási egységein belül, 2010-ben:
| Régió                       | A nyenyecek száma | A nyenyecek aránya |
| --------------------------- | ----------------- | ------------------ |
| Jamali Nyenyecföld          | 29 772            | 5,9%               |
| Nyenyecföld                 | 7504              | 17,8%              |
| Krasznojarszki határterület | 3633              | 0,1%               |
| Hanti- és Manysiföld        | 1438              | 0,1%               |
| Komiföld                    | 503               | 0,1%               |

Két nagy nyelvi és kulturális csoportjuk az erdei nyenyecek és a tundrai nyenyecek. Köztük jelentős nyelvjárásbeli különbségek vannak, és mindkét nagy csoport további kisebb nyelvjárás-csoportokra oszlik. A tundrai nyenyecek rénszarvastenyésztéssel foglalkoznak, a tengerpart és az erdős övezetek közötti tundrán legeltetve csordáikat. A tundrai nyenyec nyelvjárások közel állnak egymáshoz. Bár nyelvterületük egy több mint 1000 km-es sávra terjed ki, az állandó vándorlás és érintkezés következtében jól megértik egymást. Az erdei nyenyecek viszont letelepedett életmódot folytatnak, a tundrai nyenyecekkel nincsenek szoros kapcsolatban, ezért a tundrai és erdei nyenyecek között megértési nehézségek vannak.
A nyenyecek külső elnevezése a jurák. Ők magukat nyenyecnek nevezik, melynek jelentése „ember”. Keleti népcsoportjuk gyakran használja önelnevezésként a hanszava, „férfi” jelentésű szót, míg az erdei nyenyecek a nyenycsang, szintén „ember” jelentésű szóval is megnevezhetik magukat.

## Történelmük
Népük a délről érkező ősszamojédok és a szibériai őslakos népek keveredéséből alakult ki, kb. az i. sz. 1. évezredben. Mindössze a 19. századtól vannak róluk írásos adatok. A hantikkal és komikkal is ekkor kerültek szorosabb  kapcsolatba. Erre az időre a nyenyecek fő foglalkozása a rénszarvastartás lett. Réncsordáikkal a tavasz beálltával egészen a tengerig vándoroltak a szúnyogok elől, majd a nyár végén újra visszaköltöztek délre. Hatásukra alakult ki a nagycsordás rénszarvastartás a komiknál és obi-ugoroknál is.
Már a 11. században érintkezésbe léptek az oroszokkal. 1651-től már az oroszok adófizetői közé tartoztak. Több oroszellenes felkelésre is sor került a 17-19. század folyamán. Ezek közül a legjelentősebb, a Vavlo Nyenyang által vezetett 1830-as lázadás, melynek során a nyenyecek megtagadták az adófizetést, a nagygazdák rénszarvascsordáit pedig elhajtották. Bár 1839-ben sikerült a felkelést elfojtani, 1841-ben azonban ismét meg kellett küzdeniük a nyenyec és a hozzájuk csatlakozott osztják seregekkel. Ekkor mintegy 400 fős csapat vette ostrom alá Oborszk városát. Próbálkozásukat leverték, a küzdelemben résztvevőket elfogták és kényszermunkára ítélték. Az utolsó nagy ellenállási kísérlet 1856-ban volt, de ez is sikertelennek bizonyult.
A nyenyeceknek a 17-19. század során sikerült jelentős területeket elhódítaniuk az enyecektől és az őket támogató nganaszanoktól. A 19. század közepére betörtek a Jenyiszej jobb partjára is, eredeti lakóhelyükről észak felé szorítva a nganaszanokat és enyeceket.

## Táplálkozásuk
A nyenyecek számára a rénszarvashús volt a legalapvetőbb élelemforrás. Nyersen, szárítva és főzve egyaránt fogyasztottak, de leginkább a frissen vágott, nyers rénszarvashúst kedvelték, amit vérbe mártogatva fogyasztottak, illetve fogyasztanak. A nyers vér fogyasztása elsősorban a skorbut ellen védi meg az embereket, de gazdag vitaminokban is a frissen vágott rénhús.

A húson kívül fontos táplálék a rénzsír is. Kedvenc csemegéjük a fiatal rén agancsa. A halász- és vadászzsákmány csak kiegészítő ennivaló. A madarak húsát tavasszal és nyáron fogyasztják, illetve vándorlásuk idején, és általában levest csinálnak belőle. Az északon élő nyenyecek fogyasztanak még fóka- és rozmárhúst is. A nyári hónapokban halat esznek, főként nyersen, míg télen sózva, szárítva és füstölve eszik. Az oroszok megjelenése előtt nem ettek se cukrot, se sót és még lisztet sem használtak. A rénszarvas tejét nem fogyasztották több szibériai réntartó kultúrától eltérően. Vitaminszükségletük alapját a nyers vér és közelükben fellelhető áfonyafélék adták.